# Paul Nebel
Paul Nebel (Bad Nauheim, Alemania, 10 de octubre de 2002) es un futbolista alemán que juega como delantero en el 1. FSV Mainz 05 de la 1. Bundesliga.

## Trayectoria
Debutó con el 1. FSV Mainz 05 en la primera ronda de la Copa de Alemania 2020-21 el 11 de septiembre de 2020, entrando como suplente en el minuto 60 por Levin Öztunalı contra el TSV Havelse de cuarta división. Asistió el gol de Jean-Philippe Mateta en el minuto 90 para completar un triplete, con lo que el partido terminó con una victoria por 5-1. Debutó en la Bundesliga la semana siguiente, el 20 de septiembre, sustituyendo a Mateta en el minuto 90+1 del partido del Mainz fuera de casa contra el R. B. Leipzig, que acabó perdiendo por 3-1.
Para la temporada 2022-23 fue cedido al Karlsruher S. C.

## Vida personal
Nació en Alemania y es de ascendencia irlandesa por su abuela materna. Es internacional juvenil con Alemania.

## Estadísticas

### Clubes
Actualizado al último partido disputado el 14 de mayo de 2022.
| Club                          | Div.          | Temporada     | Liga  | Liga  | Copas nacionales | Copas nacionales | Copas internacionales | Copas internacionales | Total | Total |
| Club                          | Div.          | Temporada     | Part. | Goles | Part.            | Goles            | Part.                 | Goles                 | Part. | Goles |
| ----------------------------- | ------------- | ------------- | ----- | ----- | ---------------- | ---------------- | --------------------- | --------------------- | ----- | ----- |
| 1. FSV Mainz 05 · Alemania    | 1.ª           | 2020-21       | 4     | 0     | 1                | 0                | —                     | —                     | 5     | 0     |
| 1. FSV Mainz 05 · Alemania    | 1.ª           | 2021-22       | 10    | 0     | 1                | 0                | —                     | —                     | 11    | 0     |
| 1. FSV Mainz 05 · Alemania    | Total club    | Total club    | 14    | 0     | 2                | 0                | 0                     | 0                     | 16    | 0     |
| 1. FSV Mainz 05 II · Alemania | 4.ª           | 2020-21       | 21    | 4     | 0                | 0                | —                     | —                     | 21    | 4     |
| 1. FSV Mainz 05 II · Alemania | 4.ª           | 2021-22       | 13    | 3     | 0                | 0                | —                     | —                     | 13    | 3     |
| 1. FSV Mainz 05 II · Alemania | Total club    | Total club    | 34    | 7     | 0                | 0                | 0                     | 0                     | 34    | 7     |
| Total carrera                 | Total carrera | Total carrera | 48    | 7     | 2                | 0                | 0                     | 0                     | 50    | 7     |